# Anđeo Zvizdović
Fra Anđeo Zvizdović (ili Zvjezdović; današnje Uskoplje, 1420. – Fojnica 7. lipnja 1498.) je bio hrvatski svećenik, franjevac, propovjednik i upravitelj Bosanske franjevačke kustodije. 
Rođen je na Zvizdama iznad današnjeg Uskoplja pa od toga dolazi prezime Zvizdović. Anđeo Zvizdović je 28. svibnja 1463. godine od sultana Mehmeda II. Osvajača isposlovao Ahdnamu. Imao je dva brata Milutina i Domša.
Spada u skupinu mučenika i svjedoka vjere iz srednjovjekovne povijesti Katoličke crkve u Bosni, koje hrvatski katolički narod časti kao svete, blažene, ispovjedatelje ili mučene. Sam fra Jakov Markijski primio ga je kao vikar Bosanske vikarije u Franjevački red, davši mu habit sv. Franje. Prema predaji, bio je glasovit propovjednik. Kao uzor imao je fra Jakova Markijskog, odatle možemo zaključiti da je i on veliku važnost dao molitvi, pokori, proučavanju Sv. pisma, stegi. Duh sv. Franje je živ i u fra Anđelu kada neustrašivo izlazi pred sultana Mehmeda II. Osvajača, priznajući mu vlast, ali tražeći slobodu za svoj narod i za fratre, što u Ahdnami i dobiva. Godinama je bio kustod Bosanske kustodije, što govori o povjerenju koje su mu braća iskazivali i o sposobnostima koje je posjedovao u najtežim vremenima za Bosnu. Umro je na glasu svetosti, a Bog je njegovu svetost mnogim čudesima posvjedočio. Štuje se 7. lipnja.
Jedna ulica u Uskoplju nosi njegovo ime, kao i jedna ulica u samom središtu Sarajeva.
U franjevačkomu redu se časti kao blaženik. Štuje se 7. lipnja.